# Harrok (Arjeplogs socken, Lappland, 739778-158542)
Harrok är en sjö i Arjeplogs kommun i Lappland och ingår i Piteälvens huvudavrinningsområde. Sjön har en area på 0,295 kvadratkilometer och ligger 621,1 meter över havet.

## Delavrinningsområde
Harrok ingår i det delavrinningsområde (739871-158793) som SMHI kallar för Mynnar i Stapuljåkkå. Medelhöjden är 708 meter över havet och ytan är 35,23 kvadratkilometer. Det finns inga avrinningsområden uppströms utan avrinningsområdet är högsta punkten. Vattendraget som avvattnar avrinningsområdet har biflödesordning 4, vilket innebär att vattnet flödar genom totalt 4 vattendrag innan det når havet efter 273 kilometer. Avrinningsområdet består mestadels av skog (59 procent) och kalfjäll (32 procent). Avrinningsområdet har 0,41 kvadratkilometer vattenytor vilket ger det en sjöprocent på 1,2 procent.